# Orientierungslauf-Jugendeuropameisterschaften
Die Orientierungslauf-Jugendeuropameisterschaften (englisch: European Youth Orienteering Championships, abgekürzt EYOC) sind die Jugendeuropameisterschaften im Orientierungslauf und werden seit 2002 jährlich ausgetragen.
Zuvor wurden bereits seit 1990 jährlich inoffizielle Jugendeuropameisterschaften ausgetragen.

## Austragungsorte
| Jahr | Datum                | Austragungsland | Austragungsort       |
| ---- | -------------------- | --------------- | -------------------- |
| 2002 | 21. bis 23. Juni     | Polen           | Gdynia               |
| 2003 | 19. bis 22. Juni     | Slowakei        | Pezinok              |
| 2004 | 25. bis 27. Juni     | Österreich      | Salzburg             |
| 2005 | 23. bis 26. Juni     | Tschechien      | Šumperk              |
| 2006 | 29. Juni bis 2. Juli | Slowenien       | Škofja Loka          |
| 2007 | 22. bis 24. Juni     | Ungarn          | Eger                 |
| 2008 | 10. bis 12. Oktober  | Schweiz         | Oberaargau-Solothurn |
| 2009 | 2. bis 5. Juli       | Serbien         | Kopaonik             |
| 2010 | 1. bis 4. Juli       | Spanien         | Soria                |
| 2011 | 23. bis 26. Juni     | Tschechien      | Jindřichův Hradec    |
| 2012 | 28. Juni bis 1. Juli | Frankreich      | Bugeat               |
| 2013 | 24. bis 27. Oktober  | Portugal        | Caldas da Rainha     |
| 2014 | 25. bis 28. Juni     | Nordmazedonien  | Strumica             |
| 2015 | 25. bis 28. Juni     | Rumänien        | Cluj-Napoca          |
| 2016 | 30. Juni bis 3. Juli | Polen           | Jarosław             |
| 2017 | 29. Juni bis 7. Juli | Slowakei        | Banská Bystrica      |
| 2018 | 28. Juni bis 1. Juli | Bulgarien       | Weliko Tarnowo       |
| 2019 | 27. bis 30. Juni     | Belarus         | Hrodna               |

## Männliche Jugend U16

### Sprint
| Jahr | Gold               | Silber             | Bronze              | Anmerkungen           |
| ---- | ------------------ | ------------------ | ------------------- | --------------------- |
| 2002 | Sebastian Hägler   | Denis Zabajew      | Michal Krajčík      |                       |
| 2003 | Michal Krajčík     | Zsolt Lenkei       | Jan Beneš           | 2,2 km, 13 P.         |
| 2004 | Adam Chromá        | András Szabo       | Štěpán Kodeda       | 2,4 km, 35 Hm, 14 P.  |
| 2005 | Jakub Zimmermann   | Andris Jubelis     | Jaucheni Dsedawets  | 2,5 km, 34 Hm, 16 P.  |
| 2006 | Matthias Kyburz    | Antonio Martinez   | Maciej Hewelt       |                       |
| 2007 | Štipán Zimmermann  | Robert Merl        | Lucas Basset        |                       |
| 2008 | Christoph Prunsche | Piotr Parfianowicz | Mate Baumholczer    | 2,4 km, 50 Hm, 17 P.  |
| 2009 | Andrei Kozyrew     | Florian Schneider  | Andrij Polowinko    | 1,76 km, 45 Hm, 15 P. |
| 2010 | Piotr Parfianowicz | Thor Nørskov       | Severin Denzler     | 2,7 km, 20 Hm, 16 P.  |
| 2011 | Atanasow Apostol   | Mikkel Aaen        | Krzysztof Wolowczyk | 2,56 km, 17 P.        |
| 2012 | Adrien Delenne     | Arnaud Perrin      | Krzysztof Rzenca    | 2,0 km, 50 Hm, 17 P.  |
| 2013 | Olli Ojanaho       | Florian Attinger   | Alexander Pawlenko  | 2,5 km, 100 Hm, 16 P. |
| 2014 | Ricardo Esteves    | Tuomas Heikkilä    | Vojtěch Sýkora      | 1,8 km, 60 Hm, 14 P.  |

### Langdistanz
| Jahr | Gold               | Silber                | Bronze           | Anmerkungen            |
| ---- | ------------------ | --------------------- | ---------------- | ---------------------- |
| 2002 | Jan Polasek        | Alexander Leontjew    | Bronislav Pribyl |                        |
| 2003 | Michal Krajčík     | Jan Beneš             | Jonas Merz       | 6,6 km, 265 Hm, 16 P.  |
| 2004 | Štěpán Kodeda      | Jonas Rass            | Jonas Meuli      | 6,4 km, 250 Hm, 17 P.  |
| 2005 | Jakub Zimmermann   | Daniel Hájek          | Arturs Paulins   | 7,3 km, 310 Hm, 18 P.  |
| 2006 | Lauri Sild         | Bjarne Friedrichs     | Bartosz Pawlak   |                        |
| 2007 | Lucas Basset       | Dmitri Nakonetschnij  | Jan Petržela     |                        |
| 2008 | Jan Petržela       | Marius Thrane Ødum    | Michal Olejnik   | 6,9 km, 290 Hm, 22 P.  |
| 2009 | Filip Hadac        | Piotr Parfianowicz    | Thor Nørskov     | 6,59 km, 360 Hm, 20 P. |
| 2010 | Piotr Parfianowicz | Márton Kazal          | Marek Minár      | 6,7 km, 280 Hm, 16 P.  |
| 2011 | Mikkel Aaen        | Algirdas Bartkevicius | Quentin Mertenat | 7,8 km, 180 Hm, 16 P.  |
| 2012 | Mikkel Aaen        | Arnaud Perrin         | Thomas Knudsen   | 6,4 km, 250 Hm, 20 P.  |
| 2013 | Olli Ojanaho       | Alexander Pawlenko    | Joey Hadorn      | 7,3 km, 180 Hm, 14 P.  |
| 2014 | Daniel Vandas      | Andrin Gründler       | Tuomas Heikkilä  | 4,8 km, 265 Hm, 13 P.  |

### Staffel
| Jahr | Gold                                                         | Silber                                                         | Bronze                                                                     | Anmerkungen |
| ---- | ------------------------------------------------------------ | -------------------------------------------------------------- | -------------------------------------------------------------------------- | ----------- |
| 2002 | Tschechien Bronislav Pribyl Jan Beneš Jan Polasek            | Lettland Roze Reners Anatolis Tarasovs Marcis Matisans         | Litauen Romualds Stupelis Tomas Uska Eiminas Voveris                       |             |
| 2003 | Tschechien Adam Chromá Michal Drobnik Jan Beneš              | Lettland Margers Kietis Edgars Sparans Anatolijs Tarasovs      | Slowakei Rastislav Szabai Martin Mazar Michal Krajčík                      |             |
| 2004 | Tschechien Štěpán Kodeda Král Vojta Adam Chromá              | Ungarn András Szabo Máté Kerényi Zsolt Lenkei                  | Lettland Arturs Paulins Edgars Sparans Kalvis Mihailovs                    |             |
| 2005 | Schweiz Matthias Kyburz Philipp Sauter Martin Hubmann        | Tschechien Daniel Hájek Matej Klusáek Jakub Zimmermann         | Ungarn Gábor Turcsán Márton Mets Gergely Györgyi                           |             |
| 2006 | Schweiz                                                      | Lettland                                                       | Estland                                                                    |             |
| 2007 | Tschechien Jan Petrzela Ondrej Kantor Stepan Zimmermann      | Estland Raido Mitt Tauno Tiirats Kenny Kivikas                 | Spanien Martinez Perez Antonio Rafols Perramon Pol Serrallonga Arqués Marc |             |
| 2008 | Russland Petr Sucharew Gleb Tichonow Iwan Chotschlowski      | Lettland Mikus Zvirbulis Karlis Baltacis Reinis Grende         | Tschechien Filip Hadac Stanislav Mokry Jan Petržela                        |             |
| 2009 | Tschechien Michal Hubácek Marek Schuster Filip Hadac         | Schweiz Alexandre Lebet Simon Wagner Florian Schneider         | Ukraine Mykyta Sokolskij Alexei Byschewez Wolodymir Seleznow               |             |
| 2010 | Dänemark Joakim Sehested Die Jonas Falck Weber Thor Nørskov  | Lettland Gatis Bereznojs Valters Lubnskis Rudolfs Zernis       | Russland Alexander Lichnewskij Iwan Kutscmenko Alexander Makejtschik       |             |
| 2011 | Dänemark Thomas Knudsen Magnus Maag Mikkel Aaen              | Litauen Martynas Tirlikas Gytis Nakvosas Algirdas Bartkevicius | Tschechien Václav Snupárek Jonás Hubácek Jan Pavlovec                      |             |
| 2012 | Polen Radoslaw Piotrowski Lukasz Wisniewski Krzysztof Rzenca | Dänemark Thomas Knudsen Martin Illum Mikkel Aaen               | Tschechien Stepán Mudrák Matous Fürst Vojtech Kettner                      |             |
| 2013 | Russland Wladislaw Kiselew Anton Kazenkin Alexander Pawlenko | Finnland Anton Salmenkylä Ollipekka Heikkilä Olli Ojanaho      | Schweiz Pascal Buchs Andrin Grundler Joey Hadorn                           |             |
| 2014 | Finnland Teemu Eerola Aaro Julkunen Tuomas Heikkilä          | Schweiz Timo Suter Nicola Banfi Andrin Gründler                | Tschechien Vojtěch Sýkora Otakar Hirs Daniel Vandas                        |             |

## Weibliche Jugend U16

### Sprint
| Jahr | Gold                  | Silber               | Bronze                     | Anmerkungen           |
| ---- | --------------------- | -------------------- | -------------------------- | --------------------- |
| 2002 | Sara Lüscher          | Katalin Tas          | Charlotte Bouchet          |                       |
| 2003 | Iwona Wicha           | Hana Hlavová         | Katalin Tas                | 2,0 km, 13 P.         |
| 2004 | Nina Olejnitschenkova | Lucie Machastová     | Tatjana Rosowa             | 2,0 km, 40 Hm, 13 P.  |
| 2005 | Dorottya Péley        | Michaela Procházková | Jindra Hlavová             | 2,1 km, 20 Hm, 16 P.  |
| 2006 | Adéla Jakubová        | Vera Müllerová       | Ladina Matter              |                       |
| 2007 | Mirjam Pfister        | Adélka Indráková     | Réka Tóth Malgorzata Wicha |                       |
| 2008 | Tereza Novotna        | Emma Klingenberg     | Marion Aebi                | 2,1 km, 40 Hm, 14 P.  |
| 2009 | Sandrine Müller       | Julia Schutkowskaja  | Lisa Holer                 | 1,52 km, 45 Hm, 13 P. |
| 2010 | Sandrine Müller       | Maria Polischtschuk  | Lisa Holer                 | 2,2 km, 20 Hm, 15 P.  |
| 2011 | Sandrine Müller       | Miri Thrane Ødum     | Sandra Grosberga           | 2,19 km, 15 P.        |
| 2012 | Angelika Maciejewska  | Paula Groß           | Olena Postelnjak           | 1,7 km, 45 Hm, 16 P.  |
| 2013 | Simona Aebersold      | Dorothea Müller      | Sonja Borner               | 2,5 km, 100 Hm, 16 P. |
| 2014 | Simona Aebersold      | Tereza Janošíková    | Tereza Čechová             | 1,6 km, 25 Hm, 13 P.  |

### Langdistanz
| Jahr | Gold                 | Silber               | Bronze             | Anmerkungen            |
| ---- | -------------------- | -------------------- | ------------------ | ---------------------- |
| 2002 | Jekatarina Terechowa | Sara Lüscher         | Martina Kynclova   |                        |
| 2003 | Hana Hlavová         | Katalin Tas          | Olena Struhalowa   | 5,5 km, 215 Hm, 13 P.  |
| 2004 | Tatjana Mendel       | Simona Karochová     | Tatjana Rosowa     | 4,8 km, 200 Hm, 15 P.  |
| 2005 | Ivana Bochenková     | Michaela Procházková | Natalia Uchorskaja | 5,0 km, 185 Hm, 13 P.  |
| 2006 | Karina Ferschalowa   | Ilona Tibay          | Adéla Jakobová     |                        |
| 2007 | Hanna Rudakuskaja    | Adélka Indráková     | Tatjana Repina     |                        |
| 2008 | Emma Klingenberg     | Vendula Horcicková   | Mirjam Hellmüller  | 5,6 km, 170 Hm, 17 P.  |
| 2009 | Vendula Horcicková   | Petra Pavlovcová     | Jekatarina Sawkina | 4,54 km, 245 Hm, 15 P. |
| 2010 | Katerina Chromá      | Lisa Holer           | Lucy Butt          | 4,7 km, 200 Hm, 12 P.  |
| 2011 | Karolina Boránková   | Amanda Falck Weber   | Anna Sticková      | 5,6 km, 130 Hm, 14 P.  |
| 2012 | Angelika Maciejewska | Anna Sticková        | Hanna Müller       | 4,7 km, 140 Hm, 14 P.  |
| 2013 | Josefine Lind        | Dorothea Müller      | Barbora Vyhnálková | 5,6 km, 120 Hm, 14 P.  |
| 2014 | Hanga Szuromi        | Jasmina Gassner      | Tereza Janošíková  | 3,5 km, 195 Hm, 10 P.  |

### Staffel
| Jahr | Gold                                                              | Silber                                                             | Bronze                                                             | Anmerkungen |
| ---- | ----------------------------------------------------------------- | ------------------------------------------------------------------ | ------------------------------------------------------------------ | ----------- |
| 2002 | Schweiz Sara Lüscher Sara Würmli Fabienne Stucki                  | Litauen Kristina Rybakovaite Skaiste Sidaraviciute Rasa Ptasekaite | Tschechien Lucie Krafkova Martina Kynclova Iveta Duchova           |             |
| 2003 | Schweiz Sonja Feer Rachel Engeler Judith Wyder                    | Tschechien Simona Karochová Zuzana Hermanová Hana Hlavová          | Russland Walentina Salowa Tatjana Podkolsina Nina Olejnitschenkowa |             |
| 2004 | Russland Tatjana Rosowa Nina Olejnitschenkowa Tatjana Mendel      | Tschechien Simona Karochová Lucie Machastová Jana Vaculiková       | Ungarn Dora Szerencsi Eszter Áry Dorottya Péley                    |             |
| 2005 | Tschechien Jindra Hlavová Michaela Procházková Ivana Bochenková   | Schweiz Sophie Tritschler Isabelle Feer Bettina Aebi               | Deutschland Sandra Juras Marie-Christine Böhm Anne Fritsche        |             |
| 2006 | Tschechien                                                        | Russland                                                           | Schweiz                                                            |             |
| 2007 | Tschechien Tereza Novotná Zuzana Kubatova Adela Indrakova         | Schweiz Elena Roos Mirjam Pfister Sarina Jenzer                    | Russland Alina Sabirowa Natalia Koslowa Tatjana Repina             |             |
| 2008 | Dänemark Stine Bager Hagner Astrid Ank Jørgensen Emma Klingenberg | Österreich Julia Bauer Anna Simkovics Anja Arbter                  | Deutschland Susen Lösch Anna Biller Resi Rathmann                  |             |
| 2009 | Schweiz Sandrine Müller Marion Aebi Lisa Holer                    | Tschechien Markéta Novotná Petra Pavlovcová Vendula Horcicková     | Österreich Anna Simkovics Lisa Pacher Anja Arbter                  |             |
| 2010 | Schweiz Rahel Bertschi Lisa Holer Sandrine Müller                 | Tschechien Lenka Svobodová Karolína Baránková Katerina Chromá      | Dänemark Miri Thrane Ødum Cecilie Friberg Klysner Camilla Bevensee |             |
| 2011 | Tschechien Lenka Svobodová Karolína Baránková Anna Sticková       | Frankreich Lucile Clouard Delphine Poirot Chloé Haberkorn          | Schweiz Paula Gross Kerstin Ullmann Sandrine Müller                |             |
| 2012 | Tschechien Petra Hancová Zuzana Kozinová Anna Sticková            | Schweiz Barbara Köhle Sonja Borner Paula Gross                     | Frankreich S. Droin Chloé Haberkorn Mathilde Body                  |             |
| 2013 | Tschechien Tereza Čechová Barbora Vyhnálková Barbara Vavrysová    | Ungarn Reka Dalia Pataki Krisztina Gera Hanga Szuromi              | Dänemark Nikoline Tillingsoe Astrid Maag Josefine Lind             |             |
| 2014 | Tschechien Tereza Čechová Tereza Janošíková Barbora Vyhnálková    | Finnland Anni Haanpää Amy Nymalm Veera Klemettinen                 | Russland Anna Chestowa Anastassija Zybulnik Anastassija Godunowa   |             |

## Männliche Jugend U18

### Sprint
| Jahr | Gold                   | Silber               | Bronze                     | Anmerkungen           |
| ---- | ---------------------- | -------------------- | -------------------------- | --------------------- |
| 2002 | Fabian Hertner         | Dániel Pelyhe        | Kristaps Jaudzems          |                       |
| 2003 | István Zsebeházy       | Csaba Gösswein       | Martins Linde              | 2,3 km, 45 Hm, 17 P.  |
| 2004 | Ruslan Glibow          | Sergei Rydschku      | Michal Krajčík             | 2,7 km, 75 Hm, 16 P.  |
| 2005 | Štěpán Kodeda          | Jonas Gvildys        | Andrea Seppi               | 2,6 km, 40 Hm, 17 P.  |
| 2006 | Iwan Sirakow           | Erik Liljequist      | Francisco Navarro Cutillas |                       |
| 2007 | Diogo Miguel           | Leo Laakkonen        | Arturs Paulins             |                       |
| 2008 | Kristian Jones         | Rasmus Thrane Hansen | Mathias Bjugan             | 2,6 km, 60 Hm, 21 P.  |
| 2009 | Antonio Martinez Pérez | Andreas Boesen       | Jirí Necas                 | 1,94 km, 60 Hm, 19 P. |
| 2010 | Marek Schuster         | Florian Schneider    | Michal Hubácek             | 2,9 km, 25 Hm, 16 P.  |
| 2011 | Piotr Parfianowicz     | Rudolfs Zernis       | Marcell Horváth            | 2,7 km, 18 P.         |
| 2012 | Tristan Bloemen        | Dmitri Poljakow      | Krzysztof Wolowczyk        | 2,8 km, 55 Hm, 17 P.  |
| 2013 | Tobia Pezzati          | Krzysztof Rzenca     | Riccardo Scalet            | 2,8 km, 130 Hm, 17 P. |
| 2014 | Olli Ojanaho           | Florian Attinger     | Krzysztof Rzenca           | 1,8 km, 65 Hm, 17 P.  |

### Langdistanz
| Jahr | Gold                  | Silber              | Bronze                | Anmerkungen            |
| ---- | --------------------- | ------------------- | --------------------- | ---------------------- |
| 2002 | Simonas Krepsta       | Marek Socha         | Fabian Hertner        |                        |
| 2003 | Csaba Gösswein        | Sebastian Hägler    | Michal Weber          | 7,9 km, 360 Hm, 18 P.  |
| 2004 | Michal Krajčík        | Jan Beneš           | Filip Mazurek         | 7,0 km, 290 Hm, 17 P.  |
| 2005 | Štěpán Kodeda         | Michal Krajčík      | Štěpán Holas          | 9,0 km, 405 Hm, 22 P.  |
| 2006 | Christian Wartbichler | Philipp Sauter      | Tomás Boril           |                        |
| 2007 | Jakub Zimmermann      | Juri Tambasau       | Théo Fleurent         |                        |
| 2008 | Matthias Kyburz       | Lucas Basset        | Lauri Sild            | 8,5 km, 375 Hm, 29 P.  |
| 2009 | Robert Merl           | Mate Baumholczer    | Felix Haller          | 8,19 km, 415 Hm, 22 P. |
| 2010 | Jon Aukrust Osmoen    | Max Peter Beijmer   | Håkon Westergård      | 7,7 km, 320 Hm, 19 P.  |
| 2011 | Rudolfs Zernis        | Erik Malmberg       | Robert Niewiedziala   | 9,5 km, 265 Hm, 20 P.  |
| 2012 | Marek Minár           | Eeli Viholainen     | Krzysztof Wolowczyk   | 7,6 km, 400 Hm, 22 P.  |
| 2013 | Tobia Pezzati         | Krzysztof Wolowczyk | Algirdas Bartkevicius | 8,9 km, 205 Hm, 20 P.  |
| 2014 | Olli Ojanaho          | Wladislaw Malyschew | Topi Raitanen         | 5,5 km, 375 Hm, 12 P.  |

### Staffel
| Jahr | Gold                                                           | Silber                                                       | Bronze                                                               | Anmerkungen |
| ---- | -------------------------------------------------------------- | ------------------------------------------------------------ | -------------------------------------------------------------------- | ----------- |
| 2002 | Deutschland Patrick Hofmeister Torben Wendler Christian Teich  | Litauen Rokas Poberzinas Ruslanas Pogorelovas Simas Krepsta  | Tschechien Jiri Bouchal Vaclav Komanec Jan Procházka                 |             |
| 2003 | Russland Denis Glasunow Konstantin Aleschin Sergei Rydschankow | Ungarn Adam Kovacs Csaba Gösswein István Zsebeházy           | Tschechien Jakub Haj Zdeněk Rajnošek Ondrej Holas                    |             |
| 2004 | Slowakei Rastislav Szabo Martin Mazur Michal Krajčík           | Tschechien Jan Beneš Martin Henych Brona Pribyl              | Rumänien Ciprian Marian Iulian Negoita Tamas Bogya                   |             |
| 2005 | Tschechien Štěpán Kodeda Ales Mala Štěpán Holas                | Ungarn András Szabai Máté Kerényi Zsolt Lenkei               | Deutschland Sören Lösch Sebastian Bergmann Philipp Müller            |             |
| 2006 | Russland                                                       | Vereinigtes Königreich                                       | Tschechien                                                           |             |
| 2007 | Tschechien Adam Dusilek Milos Nykodym Jakub Zimmermann         | Schweiz Christian Hohl Nicolai Stucki Matthias Kyburz        | Finnland Vili Niemi Tuomo Istolahti Leo Laakkonen                    |             |
| 2008 | Estland Raido Mitt Lauri Sild Kenny Kivikas                    | Schweiz Nicolai Stucki Florian Howald Matthias Kyburz        | Dänemark Andreas Boesen Søren Schwartz Sørensen Rasmus Thrane Hansen |             |
| 2009 | Tschechien Jirí Necas Jirí Valenta Daniel Wolf                 | Russland Dmitri Daniltschenkow Gleb Tichonow Aurel Pleschkan | Estland Raido Mitt Tauno Tiirats Kenny Kivikas                       |             |
| 2010 | Norwegen Simen Aamodt Jon Aukrust Osmoen Håkon Westergård      | Schweden Love Berzell Jens Wengdahl Max Peter Beijmer        | Österreich Philipp Schiel Tobias Habenicht Lukas Scharnagl           |             |
| 2011 | Tschechien Tomás Kubelka Marek Minár Adam Chloupek             | Schweden Niklas Aldén Anton Johansson Erik Malmberg          | Russland Alexander Makejtschik Andrei Kozyrew Iwan Kutschmenko       |             |
| 2012 | Schweden Assar Hellström Ludvig Lund Ludwig Ljungqvist         | Finnland Kristian Kannus Eeli Viholainen Topi Raitanen       | Tschechien Jonás Hubácek Jan Grundmann Marek Minár                   |             |
| 2013 | Finnland Arto Talvinen Topias Ahola Aleksi Niemi               | Norwegen Sigur Heggedal Stian Sundsvik Andreas Solberg       | Schweiz Thomas Curiger Tobia Pezzati Sven Hellmüller                 |             |
| 2014 | Norwegen Håkon Rådal Bjørlo Elias Mølnvik Olai Lillevold       | Finnland Topi Raitanen Topias Ahola Olli Ojanaho             | Schweden Ville Johansson Filip Grahn Oskar Leinonen                  |             |

## Weibliche Jugend U18

### Sprint
| Jahr | Gold                 | Silber                | Bronze                | Anmerkungen           |
| ---- | -------------------- | --------------------- | --------------------- | --------------------- |
| 2002 | Karolina Richert     | Eveli Saue            | Natalia Sacharowa     |                       |
| 2003 | Antonija Grigorowa   | Ildikó Szerencsi      | Berinská              | 2,0 km, 15 P.         |
| 2004 | Iwona Wicha          | Jana Macinska         | Lucie Krafková        | 2,4 km, 40 Hm, 14 P.  |
| 2005 | Lárka Svobodná       | Eszter Áry            | Iwona Wicha           | 2,4 km, 24 Hm, 16 P.  |
| 2006 | Michaela Procházková | Nina Olejnitschenkowa | Marine Leloup         |                       |
| 2007 | Monika Gajda         | Hanna Wisniewska      | Dorottya Péley        |                       |
| 2008 | Sarina Jenzer        | Anastassija Tichonowa | Sophie Tritschler     | 2,2 km, 45 Hm, 17 P.  |
| 2009 | Maren Haverstad      | Karolina Teplá        | Sigrid Ruul           | 1,74 km, 50 Hm, 15 P. |
| 2010 | Marion Aebi          | Silje U. Maurset      | Henna-Riikka Haikonen | 2,6 km, 15 Hm, 13 P.  |
| 2011 | Jekatarina Sawkina   | Runa Fremstad         | Anastassija Denisowa  | 2,37 km, 15 P.        |
| 2012 | Jekatarina Sawkina   | Daria Krasilnikowa    | Liga Valdmane         | 1,8 km, 45 Hm, 16 P.  |
| 2013 | Sara Hagström        | Anna Haataja          | Weronika Cych         | 2,5 km, 110 Hm, 17 P. |
| 2014 | Weronika Cych        | Olena Postelnjak      | Ingrid Lundanes       | 1,8 km, 65 Hm, 14 P.  |

### Langdistanz
| Jahr | Gold                  | Silber                | Bronze                 | Anmerkungen            |
| ---- | --------------------- | --------------------- | ---------------------- | ---------------------- |
| 2002 | Radka Brožková        | Kristyna Kovarova     | Lenka Hrušková         |                        |
| 2003 | Marianne Suhner       | Agata Karwatka        | Anaïs Goffre           | 6,3 km, 220 Hm, 16 P.  |
| 2004 | Sara Würmli           | Anaïs Goffre          | Lilian Knechtli        | 5,5 km, 290 Hm, 16 P.  |
| 2005 | Nina Olejnitschenkowa | Monika Doležalová     | Lucie Machastová       | 5,9 km, 215 Hm, 18 P.  |
| 2006 | Vera Mádlová          | Nina Olejnitschenkowa | Ida Marie Næss Bjørgul |                        |
| 2007 | Marika Teini          | Tereza Petrželová     | Bettina Aebi           |                        |
| 2008 | Ida Bobach            | Venla Niemi           | Signe Klinting         | 6,7 km, 290 Hm, 24 P.  |
| 2009 | Frida Lönnberg        | Anne Tine Markseth    | Maren Haverstad        | 5,46 km, 320 Hm, 18 P. |
| 2010 | Franziska Dörig       | Andra Cecilia Anghel  | Silje U. Maurset       | 5,5 km, 230 Hm, 16 P.  |
| 2011 | Frida Sandberg        | Maria Polischtschuk   | Anja Arbter            | 6,8 km, 140 Hm, 16 P.  |
| 2012 | Viktoria Sucharewska  | Gunvor Hov Hrydal     | Ellen Reinhard         | 5,3 km, 210 Hm, 17 P.  |
| 2013 | Sara Hagström         | Johanna Öberg         | Anna Haataja           | 6,8 km, 165 Hm, 15 P.  |
| 2014 | Hanna Müller          | Anna Haataja          | Anna Šticková          | 4,4 km, 250 Hm, 10 P.  |

### Staffel
| Jahr | Gold                                                             | Silber                                                                 | Bronze                                                            | Anmerkungen |
| ---- | ---------------------------------------------------------------- | ---------------------------------------------------------------------- | ----------------------------------------------------------------- | ----------- |
| 2002 | Tschechien Lenka Hrušková Kristyna Kovarova Radka Brožková       | Russland Olga Belowa Jekatarina Kisselewa Natalia Sacharowa            | Lettland Madara Sinke Kristine Kokina Una Berzina                 |             |
| 2003 | Tschechien Lenka Hrucková Martina Kynalová Iveta Duchová         | Frankreich Anaïs Goffre Charlotte Bouchet Capuci Vercellotti           | Slowakei Veronika Vávrová Jana Macinská Berinská                  |             |
| 2004 | Polen Agnieszka Grzelak Weronika Machowska Iwona Wicha           | Tschechien Lucie Krafková Zuzana Hermanová Iveta Duchová               | Litauen Kristina Rybakovaite Skaiste Sidaraviciute Jurate Rukaite |             |
| 2005 | Tschechien Lárka Svobodná Lucie Machatová Monika Dolezalova      | Polen Alicja Ewiak Natalia Najman Iwona Wicha                          | Russland Tatjana Rosowa Tatjana Mendel Nina Olejnitschenkowa      |             |
| 2006 | Norwegen                                                         | Ungarn                                                                 | Tschechien                                                        |             |
| 2007 | Schweiz Bettina Aebi Mirjam Fässler Isabelle Feer                | Russland Natalia Winogradowa Margarita Molotkowa Anastassija Tichonowa | Tschechien Adelka Jakobova Vera Madlova Tereza Petrželová         |             |
| 2008 | Dänemark Marie Hauerslev Ida Bobach Signe Klinting               | Schweiz Bettina Aebi Sarina Jenzer Isabelle Feer                       | Tschechien Denisa Kosova Adélka Jakobova Verka Müllerova          |             |
| 2009 | Tschechien Denisa Kosová Karolina Teplá Madla Svobodná           | Lettland Ance Rusova Mara Peilane Sabine Tilta                         | Russland Dschemal Garajewa Daria Maslennikowa Elisabeta Dawydowa  |             |
| 2010 | Tschechien Marketa Poloprutska Tereza Svobodna Petra Pavlovcova  | Finnland Henna-Riikka Haikonen Essi Hietoja Sonja Liukkonen            | Polen Natalia Ewiak Hanna Klimkowska Anna Marawska                |             |
| 2011 | Tschechien Johanka Simková Nikola Kochová Vendula Horcicková     | Norwegen Marie Nordbye Nybø Anna Ulvensoen Runa Fremstad               | Österreich Anna Nilsson-Simkovics Lisa Pacher Anja Arbter         |             |
| 2012 | Russland Jekatarina Sawkina Daria Korobejnik Daria Krasilinikowa | Norwegen Andrine Benjaminsen Kaja Winsnes Nordhagen Gunvor Hov Hrydal  | Schweden Tove Lagerberg Josefine Klintberg Moa Leijon-Lind        |             |
| 2013 | Schweden Johanna Öberg Felicia Stuhlhofer Sara Hagström          | Schweiz Lisa Schubnell Kerstin Ullmann Sandrine Müller                 | Russland Daria Korobejnik Anastassija Danilowa Marina Trubkina    |             |
| 2014 | Tschechien Eliška Kulhavá Gabriela Hirsova Anna Stickova         | Schweden Linnea Golsäter Pim Hedberg Elin Pettersson                   | Polen Aleksandra Hornik Zuzana Wanczyk Weronika Cych              |             |

## Teamwertung
| Jahr | Gold       | Silber     | Bronze   | Anmerkungen |
| ---- | ---------- | ---------- | -------- | ----------- |
| 2004 | Tschechien | Schweiz    | Russland |             |
| 2005 | Tschechien | Schweiz    | Ungarn   |             |
| 2006 | Tschechien | Russland   | Schweiz  |             |
| 2007 | Tschechien | Schweiz    | Russland |             |
| 2008 | Dänemark   | Tschechien | Schweiz  |             |
| 2009 | Tschechien | Schweiz    | Russland |             |
| 2010 | Tschechien | Schweiz    | Russland |             |
| 2011 | Tschechien | Schweiz    | Russland |             |
| 2012 | Tschechien | Schweiz    | Russland |             |
| 2013 | Schweiz    | Finnland   | Russland |             |
| 2014 | Finnland   | Tschechien | Schweiz  |             |